# Ingemar Stenmark
Jan Ingemar Stenmark (* 18. března 1956 Joesjö, Švédsko) je bývalý švédský reprezentant v alpském lyžování. Na Zimních olympijských hrách 1980, které se konaly v americkém Lake Placid, získal dvě zlaté olympijské medaile ve slalomu a obřím slalomu. O čtyři roky dříve na Zimních olympijských hrách v Innsbrucku získal bronz v obřím slalomu. V letech 1978 a 1982 byl třikrát mistrem světa v alpském lyžování.
Jde o držitele nejvyššího počtu vítězství v historii mezinárodních závodů v alpském lyžování. První místo získal celkem v 86 závodech (46 obřích slalomech a 40 slalomech), čímž je držitelem o 32 prvenství více než Hermann Maier, který je držitelem 54 vítězství.